# Дараган Микола Сергійович
Микола Дараган (нар. 10 квітня 1984) — український борець греко-римського стилю, бронзовий призер чемпіонату світу серед військовослужбовців, срібний призер чемпіонату світу серед студентів. Майстер спорту міжнародного класу з греко-римської боротьби.

## Життєпис
Боротьбою почав займатися з 1990 року. У 2004 році здобув срібну медаль чемпіонату Європи серед юніорів.
Виступав за спортивний клуб ЦСКА Київ. Тренер — Сергій Дараган (з 1990), Євген Чертков (з 2008).
Його батько, Дараган Сергій Миколайович (нар. 1953) — тренер-викладач, заслужений тренер України. Старший брат Олександр (нар. 1978), теж борець, член збірної команди України, призер чемпіонату світу та Європи, учасник двох Олімпійських ігор.

## Спортивні результати на міжнародних змаганнях

### Виступи на Чемпіонатах світу
| Змагання                        | Збірна  | Вагова категорія                 | Місце |
| ------------------------------- | ------- | -------------------------------- | ----- |
| Чемпіонат світу з боротьби 2013 | Україна | греко-римська боротьба, до 74 кг | 7     |

### Виступи на Чемпіонатах Європи
| Змагання                         | Збірна  | Вагова категорія                 | Місце |
| -------------------------------- | ------- | -------------------------------- | ----- |
| Чемпіонат Європи з боротьби 2011 | Україна | греко-римська боротьба, до 74 кг | 16    |
| Чемпіонат Європи з боротьби 2013 | Україна | греко-римська боротьба, до 74 кг | 8     |
| Чемпіонат Європи з боротьби 2018 | Україна | греко-римська боротьба, до 77 кг | 9     |
| Чемпіонат Європи з боротьби 2019 | Україна | греко-римська боротьба, до 77 кг | 12    |

### Виступи на Кубках світу
| Змагання                    | Збірна  | Вагова категорія                 | Місце |
| --------------------------- | ------- | -------------------------------- | ----- |
| Кубок світу з боротьби 2017 | Україна | греко-римська боротьба, до 75 кг | 6     |

### Виступи на Чемпіонатах світу серед військовослужбовців
| Змагання                                                  | Збірна  | Вагова категорія                 | Місце  |
| --------------------------------------------------------- | ------- | -------------------------------- | ------ |
| Чемпіонат світу з боротьби серед військовослужбовців 2006 | Україна | греко-римська боротьба, до 74 кг | Бронза |
| Чемпіонат світу з боротьби серед військовослужбовців 2010 | Україна | греко-римська боротьба, до 74 кг | 9      |
| Чемпіонат світу з боротьби серед військовослужбовців 2016 | Україна | греко-римська боротьба, до 75 кг | 5      |

### Виступи на Чемпіонатах світу серед студентів
| Змагання                                        | Збірна  | Вагова категорія                 | Місце  |
| ----------------------------------------------- | ------- | -------------------------------- | ------ |
| Чемпіонат світу з боротьби серед студентів 2010 | Україна | греко-римська боротьба, до 74 кг | Срібло |

### Виступи на інших змаганнях
| Змагання                                                       | Збірна  | Вагова категорія                 | Місце  |
| -------------------------------------------------------------- | ------- | -------------------------------- | ------ |
| Турнір Вехбі Емре 2010                                         | Україна | греко-римська боротьба, до 74 кг | 5      |
| Турнір Івана Піддубного 2011                                   | Україна | греко-римська боротьба, до 74 кг | 15     |
| Золотий Гран-прі з боротьби 2011 (Баку)                        | Україна | греко-римська боротьба, до 74 кг | 15     |
| Кубок Азовмаша 2012                                            | Україна | греко-римська боротьба, до 74 кг | 5      |
| Золотий Гран-прі з боротьби 2013 (Сомбатгей)                   | Україна | греко-римська боротьба, до 74 кг | 10     |
| Кубок Азовмаша 2013                                            | Україна | греко-римська боротьба, до 74 кг | Бронза |
| Меморіал Іона Корнеану 2013                                    | Україна | греко-римська боротьба, до 74 кг | Бронза |
| Золотий Гран-прі з боротьби 2013 (Баку)                        | Україна | греко-римська боротьба, до 74 кг | Бронза |
| Турнір Дана Колова — Николи Петрова 2014                       | Україна | греко-римська боротьба, до 75 кг | Бронза |
| Вогні Москви 2014                                              | Україна | греко-римська боротьба, до 75 кг | 5      |
| Гран-прі FILA 2015                                             | Україна | греко-римська боротьба, до 75 кг | Бронза |
| Гран-прі Іспанії з боротьби 2015                               | Україна | греко-римська боротьба, до 75 кг | Бронза |
| Олімпійський кваліфікаційний турнір з боротьби 2016 (Зренянин) | Україна | греко-римська боротьба, до 75 кг | 7      |
| Чемпіонат України з греко-римської боротьби 2016               | Україна | греко-римська боротьба, до 75 кг | Золото |
| Київський Міжнародний турнір з боротьби 2017                   | Україна | греко-римська боротьба, до 75 кг | 12     |
| Меморіал Болата Турлиханова 2017                               | Україна | греко-римська боротьба, до 75 кг | 5      |
| Меморіал Олега Караваєва 2017                                  | Україна | команда                          | 6      |
| Турнір Дана Колова — Николи Петрова 2018                       | Україна | греко-римська боротьба, до 77 кг | 7      |
| Гран-прі Німеччини з боротьби 2018                             | Україна | греко-римська боротьба, до 77 кг | 27     |
| Меморіал Олега Караваєва 2018                                  | Україна | греко-римська боротьба, до 77 кг | 14     |
| Меморіал Іона Корнеану і Ладислава Сімона 2019                 | Україна | греко-римська боротьба, до 77 кг | 7      |

### Виступи на змаганнях молодших вікових груп
| Змагання                                       | Збірна  | Вагова категорія                 | Місце  |
| ---------------------------------------------- | ------- | -------------------------------- | ------ |
| Чемпіонат світу з боротьби серед кадетів 1998  | Україна | греко-римська боротьба, до 42 кг | 7      |
| Чемпіонат світу з боротьби серед кадетів 1999  | Україна | греко-римська боротьба, до 46 кг | 20     |
| Чемпіонат Європи з боротьби серед кадетів 2000 | Україна | греко-римська боротьба, до 58 кг | 5      |
| Чемпіонат Європи з боротьби серед кадетів 2001 | Україна | греко-римська боротьба, до 63 кг | 9      |
| Чемпіонат Європи з боротьби серед юніорів 2004 | Україна | греко-римська боротьба, до 74 кг | Срібло |